# La zia Julia e lo scribacchino
La zia Julia e lo scribacchino (titolo originale: La tía Julia y el escribidor) è un romanzo di Mario Vargas Llosa, pubblicato nel 1977.
L'opera, contenente dei riferimenti biografici alla gioventù dell'autore, è ambientata a Lima, in Perù, e racconta la storia d'amore fra il giovanissimo Mario, di 18 anni (minorenne per i tempi) e Julia, di 32 anni, sua zia acquisita. I due convoleranno a nozze in maniera rocambolesca, tra la furia benevola del clan familiare, prima di trasferirsi in Europa e prima che Mario possa affermarsi come scrittore.
Tutto il racconto è accompagnato dalla passione per la letteratura che anima Mario, aspirante scrittore che trova ispirazione in Pedro Camacho, popolarissimo autore di romanzi radiofonici che calamitano l'attenzione di tutto il Paese, narrati insieme alla storia del protagonista.
Dal romanzo è stato tratto un adattamento cinematografico dal titolo Zia Giulia e la telenovela (1990).

## Trama
Il protagonista del romanzo è Mario, un ragazzo diciottenne, allo stesso tempo studente in legge all'Università di San Marcos e direttore del Servizio Informazioni di Radio Panamericana, a Lima. Il suo lavoro alla radio, aiutato dal suo redattore Pascual e in seguito dal Gran Pablito, consiste nello scrivere e annunciare bollettini sulle notizie interessanti del giorno.
A Radio Central, appartenente agli stessi proprietari (Genaro-papà e Genaro-figlio) di Radio Panamericana, arriva il boliviano Pedro Camacho, popolarissimo autore di romanzi radiofonici.
Quasi contemporaneamente giunge in città la zia Julia, sorella della moglie dello zio di Mario, arrivata dalla Bolivia a cercarsi un altro marito dopo il fallimento del suo primo matrimonio.
Tra Mario e Julia nasce una storia d'amore che non viene confessata alla famiglia per paura dello scandalo. Quando i genitori di Mario li scoprono decidono di raggiungere, dagli Stati Uniti, il figlio a Lima. Nel frattempo, però, i due si sposano, tra mille difficoltà, essendo lui minorenne e non avendo il permesso dei genitori.
Accanto al racconto di Mario e Julia si svolgono, a capitoli alterni, i romanzi radiofonici di Pedro Camacho, che in poco tempo conquistano le folle. Oppresso dal lavoro, l'autore confonde i personaggi dei suoi romanzi e li sposta dall'uno all'altro, cambia loro nome, li uccide e li resuscita, causando confusione nei suoi ascoltatori. Viene perciò interdetto in manicomio.
Il romanzo termina quando Mario è ormai cinquantenne, divorziato dalla zia Julia, trasferitosi in Europa e affermatosi come scrittore. Torna a Lima per ritrovare il Gran Pablito proprietario di un ristorante, Pascual redattore di un giornale sull'orlo del fallimento e Pedro Camacho, uscito ormai dal manicomio, facchino per lo stesso quotidiano.

## I romanzi radiofonici
Accanto alla storia di Mario, Julia e degli altri protagonisti, a cui sono dedicati tutti i capitoli dispari del romanzo e l'ultimo (Cap. 20), vengono raccontati i romanzi radiofonici scritti da Pedro Camacho, previsti ad orari differenti, a Radio Central.
- CAPITOLO 2: Racconta la storia del dottor Alberto de Quinteros e si svolge il giorno del matrimonio di sua nipote Elianita, la figlia di suo fratello, con Rossetto Antunez. Dopo la cerimonia, la sposa ha un capogiro e Alberto scopre non solo che sua nipote è incinta, ma che il bambino è di suo nipote Richard, il fratello di Elianita[8].
- CAPITOLO 4: Racconta di come Lituma, un sergente della Guardia Civil del Quarto Commissariato del Callao, durante una ronda notturna, arresti un clandestino nero con il corpo coperto di incisioni, trovato in un magazzino abbandonato, e gli venga ordinato di ucciderlo. Il racconto termina con l'indecisione di Lituma a sparare[9].
- CAPITOLO 6: Racconta la storia del giudice della Corte d'Appello del Tribunale Superiore di Lima, Pedro Barreda y Zaldivar, che raccoglie la deposizione della tredicenne Sarita Huanca Salaverria, la quale accusa di stupro il vicino di casa Gumercindo Tello, un fervente Testimone di Geova, e di come questi avesse cercato di evirarsi davanti allo stesso giudice durante la sua esposizione dei fatti[10].
- CAPITOLO 8: Racconta la storia di come don Federico Tellez Unzategui fosse diventato rigido e intransigente, nonché direttore di una ditta che sterminava topi e ratti, la Antiroditori s.p.a., in seguito alla sua infanzia che aveva visto un branco di topi ammazzare la sua sorellina in fasce, quando ancora lui, sua madre Mayte Unzategui, suo padre Hildebrando Tellez e la sua stessa sorellina abitavano a Tingo Maria. Un giorno di tanti anni dopo, vedendo un giornale sulla cui copertina appaiono, seminude, le sue due figlie, torna a casa e tenta di picchiarle, ma la famiglia al completo, composta da sua moglie e dai suoi quattro figli (le due femmine e altri due maschi), si ribella malmenandolo[11].
- CAPITOLO 10: Racconta la storia di come Lucho Abril Marroquin, giovane rappresentante farmaceutico della Bayer, investì nei sobborghi di Pisco una bambina e di come, nel tentativo di soccorrerla, fu investito lui stesso da un camion. Per curarsi dal trauma subito, Lucho va dalla dottoressa Lucia Acemila che lo rimette, ma, per farlo, provoca in lui un profondo infantilismo che egli chiede alla stessa di guarire[12].
- CAPITOLO 12: Racconta la tragedia della famiglia Bergua arrivata a Lima da Ayacucho e composta dai coniugi Margareta e don Sebastian e dalla loro figliola Rosa (ex pianista), amministratori della pensione Colonial, ad opera di un commesso viaggiatore, Ezequiel Delfin. Egli viene ospitato nonostante l'abitudine di accettare come pensionanti solo donne o uomini di una certa età per proteggere la virtù di Rosa e una sera, nel bel mezzo della cena, prorompe in un pianto, confessando alla famiglia Bergua di avere delle crisi di terrore notturne. Don Sebastian si offre di passare la notte con lui, ma Ezequiel gli infligge 14 o 15 coltellate e tenta, invano, di oltraggiare Margareta. Ezequiel viene così processato e condannato a scontare la pena in manicomio da cui fugge, dopo aver sgozzato un infermiere e impiccato un altro malato, dopo 30 anni di detenzione, lasciando un biglietto che fa intendere di voler sterminare la famiglia Bergua[13].
- CAPITOLO 14: Racconta la storia di Seferino Huanca Leyva, nato dallo stupro compiuto su sua madre Teresita, che, grazie all'aiuto economico di una latifondista basca, Mayte Unzategui, diventa reverendo del quartiere malfamato di Mendocita. La sua condotta, che prevedeva di lottare contro Satana con le armi della violenza, lo porta, tra le altre cose, a combattere con il guaritore del quartiere Jaime Concha (che poi gli diventerà fedelissimo), regalare foto di donne nude ai maschietti e insegnare la prostituzione alle femminucce, formare la Scuola di Mestieri che insegnava a rubare, scassinare, scippare, ecc. e istituire comuni nella sua parrocchia. Il racconto termina con il tentativo (non si sa se compiuto) di Seferino di incendiare la dimora del suo avversario religioso don Sebastiano Bergua[14].
- CAPITOLO 16: Racconta la storia di un giovane rampollo di una famiglia danarosa, Joaquin Hinostroza Bellmont, il quale, nonostante i numerosi tentativi dei genitori di farlo studiare, diventa un famoso arbitro di calcio. Dilapida, nel tempo, il suo intero patrimonio, si dedica con costanza all'alcol, ma ancor di più a Sarita Huanca Salaverria, detta Maschiaccio, di cui si innamora perdutamente, non ricambiato. Durante la finale del campionato sudamericano, in cui Joaquin viene scelto come arbitro della partita, un uomo irrompe in campo e viene ucciso dalle forze dell'ordine, scatenando così una rivolta della folla che si risolve con l'uccisione di Sarita e l'infarto di Joaquin nel vedere la sua innamorata morta[15].
- CAPITOLO 18: Racconta la storia di come Crisanto Maravillas diventi compositore di musica e si innamori perdutamente di una giovane, Fatima, ospitata dalle Carmelitane Scalze che poi prende i voti per diventare suora. Durante un'occasione speciale, un concerto di Crisanto tenuto in via eccezionale (per via della vocazione religiosa delle sue canzoni) presso il monastero delle Carmelitane Scalze, scoppia un violento terremoto che miete moltissime vittime tra il pubblico. Crisanto e Fatima riescono miracolosamente a salvarsi, ma, appena arrivati in strada, il suolo si apre sotto di loro e i due muoiono[16].

## Gli errori di Pedro Camacho
Dal Cap. 6 in avanti, tutti i personaggi di Pedro Camacho si spostano da un romanzo all'altro, cambiano nomi, muoiono e resuscitano.
Questo è evidente nelle osservazioni dei protagonisti:
- Genaro-papà, il proprietario di Radio Panamericana e Radio Central, confessa a Mario che il prete di Mendocita si chiamava come il Testimone di Geova e questo come il prete[17].
- Julia dice a Mario: «la ragazza ha avuto il marmocchio, è morto durante il parto e l'hanno sepolto con tutti i crismi della legge. Come ti spieghi che nel capitolo di questo pomeriggio salti fuori che stanno battezzandolo nella cattedrale?»[18].
- Gli attori del romanzo radiofonico elencano a Mario gli errori di Pedro Camacho:
  - Lituma ere sempre stato un sergente, ma poi era diventato il nome del giudice che però era stato sempre chiamato Pedro Barreda;
  - Pedro Barreda parlava di dare la caccia ai topi, come il protagonista di un altro romanzo[19].
- Javier racconta a Mario che, in uno dei romanzi radiofonici, una famiglia di poveracci era nel bel mezzo di un pranzo quando scoppia un terremoto e l'edificio crolla[20].
- Pascual e il Gran Pablito parlano di un romanzo radiofonico in cui tutti i poliziotti, tra cui il capitano Lituma, erano morti carbonizzati perché il commissariato del Callao era stato cosparso di benzina[21].
- Mario sente dire che nel romanzo radiofonico di Alberto de Quinteros, che era una volta ginecologo un'altra cardiologo, una nave italiana attraccata ad un molo del Callao si inabissava provocando la morte dei suoi passeggeri, tra cui lo stesso dottore che stava andando in vacanza in Cile, i suoi parenti (moglie, figlia, Richard, Elianita, Rossetto Antunez) e il tenente Concha, di un altro romanzo[22].

Il fatto che i personaggi passino da un romanzo all'altro e che comincino a confondersi le storie di uno con quelle dell'altro è anche evidente nei romanzi stessi:
- CAPITOLO 6
  - Pedro Barreda y Zaldivar viene descritto come un uomo con la fronte spaziosa, il naso aquilino, lo sguardo penetrante e la rettitudine nello spirito[23]. (La stessa descrizione viene fatta di Alberto de Quinteros[24]).
- CAPITOLO 8
  - Federico Tellez Unzategui viene descritto come un uomo sulla cinquantina con la fronte spaziosa, il naso aquilino, lo sguardo penetrante e la rettitudine nello spirito[25]. (La stessa descrizione viene fatta di Alberto de Quinteros[24]).
- CAPITOLO 10
  - Federico Tellez Unzategui era il capo di Lucho, il quale gli diceva che sarebbe dovuto arrivare puntuale alla Antiroditori s.p.a.[26].
- CAPITOLO 12
  - L'imputato del processo si chiamava, oltre che col suo nome, anche Lucho Abril Marroquin[27] e testimoniavano per lui i suoi compagni della Bayer[28].
- CAPITOLO 14
  - Il maestro di seminario di Seferino si chiamava Alberto de Quinteros ed era entrato tardi in sacerdozio dopo essere diventato famoso come psicologo a causa della guarigione di un suo paziente che aveva ucciso la sua stessa figlia nei sobborghi di Pisco[29].
  - Il guaritore del quartiere dove era diventato parroco Seferino era Jaime Concha, un ex sergente della Guardia Civil che aveva lasciato il servizio a causa dell'ordine di giustiziare un cinese clandestino[30]. (Quando viene imprigionato il clandestino nero, nella sua cella c'era un borsaiolo cinese[31]).
  - Ezequiel Delfin era il capo dei malviventi che, durante una contesa, avevano aggredito Seferino[32].
  - Mayte Unzategui era sia la latifondista basca che aveva sostentato economicamente per i suoi studi Seferino, sia la sua aiutante in chiesa che diceva di aver lavorato togliendo parassiti dalle pance degli indigeni della foresta e di essere fuggita a causa di un branco di topi che le avevano mangiato il figlioletto[33].
  - Don Sebastiano Bergua era il pastore evangelista, arrivato nel quartiere in cui Seferino era prete, per convertire la gente, ma era anche stato un ginecologo zeppo di milioni che faceva ginnastica estetica e box nella palestra Remigius di San Isidro e che sognava fantasticando intorno a un nipote incestuoso pentitosi di aver oltraggiato la sorella[34]. (La palestra era la stessa frequentata da Alberto de Quinteros[24]).
- CAPITOLO 16
  - Alberto de Quinteros era un pediatra[35], ma anche uno psichiatra o psicanalista[36].
  - Lucio Acemila era un astrologo della città[37], ma anche uno psichiatra o psicanalista[36].
  - La ragazza di cui si invaghisce Joaquin è Sarita Huanca Salaverria[38] che gli confessa di essere innamorata di suo fratello Richard e di essere rimasta incinta, dopo aver contratto matrimonio con Rossetto Antunez/Luis Marroquin[39].
  - Joaquin voleva fare di Sarita una limegna femminile e civettuola, maliziosa e arguta, come la Perricholi[39]. (La Perricholi fu una celebre artista del Settecento. Si dice che don Sebastian aveva uno spirito perricholista[40]).
  - Sarita Huanca Salaverria si trasferisce alla pensione Colonial, dove abitava Joaquin con i genitori e la sorella pianista[41].
  - Joaquin era missionario dei Testimoni di Geova e aveva violentato una minorenne (Sarita Huanca Salaverria)[42].
  - Alla finale del campionato sudamericano intervengono, come tutori dell'ordine, il capitano Lituma e il sergente Jaime Concha e, come spettatori, Sebastian Bergua (ripresosi dalle coltellate che il rappresentante farmaceutico Luis Marroquin Bellmont gli aveva inflitto), la sua sposa Margarita e sua figlia Rosa (rimessasi dopo i morsi di una nidiata di topi)[43].
  - Joaquin viene chiamato come Tello Delfin[43], Abril[43], Gumercindo Hinostroza Delfin[44] e Tellez Unzategui[45].
  - L'uomo che irrompe in campo è nero, magro e con il corpo pieno di incisioni[44].
  - La famiglia Bergua è Testimone di Geova e Rosa un'esimia suonatrice di flauto[46].
  - (Lucho/Ezequiel) Marroquin Delfin era l'accoltellatore di don Sebastian Bergua e violentatore di Margarita[47].
- CAPITOLO 18
  - Crisanto era stato partorito nella stanza H[48]. (La stessa camera veniva occupata da Sarita Huanca Salaverria quando avviene il suo presunto stupro[49]).
  - Alberto de Quinteros era uno specialista in paralisi[50].
  - Il parroco delle Carmelitane Scalze era don Sebastian Bergua[51].
  - Ezequiel Delfin era un cantante[52].
  - Il parroco amico di Crisanto è una volta Guemercindo Tello, un ex giudice che aveva abbandonato la toga per diventare prete, a causa di un quacchero (don Pedro Barreda y Zaldivar) che per dimostrare la sua innocenza si era mutilato davanti a lui[53], un'altra volta Guemercindo Lituma, ex poliziotto bastonato brutalmente dalla sua sposa e dai suoi figli per aver allevato sorci[54].
  - Lucia Acemila era una cantante[53], ma anche una suora, la superiora delle Carmelitane Scalze[54].
  - Quando la superiora vede urinare Crisanto si dice “malgrado quanto successo nell'ufficio del giudice istruttore”[54].
  - Fatima viene salvata dalle ruote del rappresentante farmaceutico Lucho Abril Marroquin[55].
  - La polizia era guidata dal sergente Lituma e dal caporale Jaime Concha[56]. (Jaime Concha era sia un tenente del Callao[57] sia il guaritore del quartiere dove era diventato parroco Seferino[30]).
  - Crisanto viene chiamato Guemercindo Maravillas[58] e Richard[59].
  - Tra il pubblico del concerto di Crisanto ci sono: Ezequiel Delfin Acemila, un astrologo; un negro che aveva attraversato l'oceano come clandestino e che si era rifatto poi una vita dedicandosi ad uccidere topi; Lucho Abril Marroquin, un Testimone di Geova che si era mutilato un dito; Sarita Huanca Salaverria; Richard Quinteros, venuto per vedere da lontano sua sorella Fatima/Lituma/Lucia[58].
  - Durante il terremoto muoiono i Bergua, famosi sterminatori di topi[60].
  - Lucho Abril Marroquin era uno psicologo[60].
  - La madre Lucia Acemila era Testimone di Geova[60].

## Opera autobiografica?
Angelo Morino, traduttore italiano del romanzo, sostiene che, seppure non si tratti di una vera e propria autobiografia, La zia Julia e lo scribacchino è quantomeno un racconto autobiografico. Si può notare da molti elementi:
- Il protagonista si chiama Mario e, talvolta, ci si rivolge a lui come “Varguitas”.
- La dedica iniziale del romanzo recita: «A Julia Urquidi Illanes, cui tanto dobbiamo io e questo romanzo».
- Le vicende dell'autore e del protagonista del romanzo spesso coincidono.

La questione del romanzo come autobiografia è stata a lungo dibattuta. Il sospetto nasce, fra le altre cose, dalla comparsa in Bolivia di un romanzo di Julia Urquidi Illanes, dal titolo Lo que no conto Varguitas (Ciò che Varguitas non raccontò). Inoltre lo stesso Vargas Llosa, nello scritto premesso alla raccolta di saggi La vertad de las mentiras, ha negato la perfetta coincidenza tra la sua vita e il romanzo, infatti dice: «[…] ci sono più invenzioni, tergiversazioni ed esagerazioni che ricordi e, scrivendole, non ho mai preteso di essere aneddoticamente fedele a certi fatti e a certe persone anteriori ed estranee al romanzo. In entrambi i casi, come in tutto quanto ho scritto, sono partito da alcune esperienze ancora vive nella mia memoria e stimolanti per la mia immaginazione e ho fantasticato qualcosa che riflette in modo molto infedele quei materiali di lavoro. Non si scrivono romanzi per raccontare la vita, ma per trasformarla, aggiungendovi qualcosa».

## Edizioni italiane
- La zia Julia e lo scribacchino, traduzione di Angelo Morino, Collana Supercoralli, Torino, Einaudi, 1979,  p. 330, ISBN 978-88-06-18770-5. - Collana Gli struzzi n.364, Torino, Einaudi, 1989-1997, ISBN 978-88-061-1578-4; Collana ETascabili n.224, Einaudi, 1994-2022, ISBN 978-88-061-3542-3